# Flora Carabella
Flora Carabella (26 de febrero de 1926 – 20 de abril de 1999) fue una actriz italiana de cine, teatro y televisión.

## Carrera
Nacida en Roma, hija del compositor Ezio Carabella, Flora estudió actuación en la Academia de Arte Dramático Silvio d'Amico y comenzó a trabajar como actriz en el escenario, primero con Orazio Costa y luego en compañía de Luchino Visconti. En 1950 se casó con Marcello Mastroianni, del que nunca solicitó el divorcio, a pesar de las conocidas relaciones románticas extramaritales del mismo. Tuvieron una hija, Barbara. La carrera intermitente de Carabella incluye películas de Roberto Rossellini, Lina Wertmüller y Sergio Citti. Murió en 1999, a los 73 años, víctima de un tumor óseo.

## Filmografía parcial
- I basilischi (1963) - Luciana Bonfanti
- Il messia (1975) - Herodias
- Lunatics and Lovers (1976) - Luisa
- Beach House (1977) - La nonna
- A Night Full of Rain (1978)
- Viuuulentemente mia (1982) - Elvira
- Journey with Papa (1982) - Luciana
- State buoni se potete (1983)
- La Cage aux Folles 3: The Wedding (1985)
- Donne in un giorno di festa (1993) - Faustina
- Quando finiranno le zanzare (1994)